# Victor Valla
Victor Vincent Valla (Los Angeles, 8 agosto de 1937 — Rio de Janeiro, 7 de setembro de 2009) foi um professor e pesquisador norte-americano, naturalizado brasileiro. Professor emérito da Escola Nacional de Saúde Pública (ENSP) da Fundação Oswaldo Cruz (Fiocruz), dedicou-se ao estudo e às experiências em educação popular e saúde pública.
Em 1959, concluiu sua formação geral na Saint Edwards University, em Austin, no Texas. Chegou ao Brasil em 1964, logo após o Golpe Militar, como missionário da ordem católica Irmãos de Santa Cruz, da qual logo se desfiliou, passando a se dedicar à educação. Em 1984, foi aprovado em concurso para professor da Escola Nacional de Saúde Pública, integrando o quadro dos docentes do Departamento de Endemias Samuel Pessoa. Estudioso das condições de vida das classes populares, especialmente nas favelas do estado do Rio de Janeiro, foi um dos criadores do Centro de Estudos da População da Leopoldina, entre 1987 e 1988, onde pôde aplicar conceitos da educação popular em saúde.
Após sofrer um acidente vascular encefálico, em 2001, faleceu em setembro de 2009, no Rio de Janeiro, em decorrência de uma insuficiência cardíaca aguda.